# Dreamland (Robert Miles)
Dreamland is het debuutalbum van de Zwitsers-Italiaanse dj Robert Miles. Het album werd uitgebracht op 7 juni 1996 en telt 10 nummers.
Er zijn drie nummers van het album uitgebracht als single. Het eerste nummer "Children" werd wereldwijd een grote danshit. In Miles' thuisland Zwitserland werd de plaat een nummer 1-hit, net zoals in veel andere Europese landen.
In Nederland bereikte het de 19e plek in de Album Top 100, en in Wallonië, België wist het de 10e plek te behalen.

## Nummers
Het album bevat de volgende nummers:
1. Children (Dream Version) (6:41)
2. Fable (Message Version) (6:20)
3. Fantasya (5:33)
4. Landscape (5:33)
5. In My Dreams (6:08)
6. Princess of Light (6:12)
7. Fable (Dream Version) (7:03)
8. In the Dawn (7:45)
9. Children (Original Version) (6:14)
10. Red Zone (6:46)

## Medewerkers
- Robert Miles - componist, producent
- Billy Steinberg, Rock Nowels, Marie-Claire D'Ubaldo - componist, teksten